# Dafô String Quartet
Dafô String Quartet, Kwarter Dafô (DAFō) – polski kwartet smyczkowy.
Pierwszy żeński kwartet smyczkowy w Polsce. Działa od 1993 roku. Dwukrotnie wyróżniony nagrodą Fryderyk za nagrania polskiej muzyki XX wieku. M. in. za kwartety smyczkowe: G. Bacewicz, T. Bairda, K. Pendereckiego, H.M. Góreckiego, K. Meyera i P. Szymańskiego.

## Dyskografia
| Rok  | Album | Certyfikat                                       |
| ---- | --- | ------------------------------------------------ |
| 1999 | Bacewicz, Bujarski, Górecki, Lasoń, Łukaszewski - Data: grudzień 1999 - Wydawca: DUX                                          |                                                  |
| 2002 | Baird, Knapik, Meyer, Penderecki, Zieliński - Data: 2002 - Wydawca: DUX                                                       |                                                  |
| 2011 | Kolędy i pastorałki / Carols (oraz Miłosz Bembinow, Paweł Łukaszewski i Puellae Orantes) - Data: listopad 2011 - Wydawca: DUX | - POL: złota płyta CD - POL: platynowa płyta DVD |
| 2018 | Górecki: String Quartet No. 3 - Data: 27 lutego 2018 - Wydawca: DUX                                                           |                                                  |

## Nagrody i wyróżnienia
| Rok  | Tytułem                                                 | Kategoria          | Nagroda  | Nota | Źródło |
| ---- | ------------------------------------------------------- | ------------------ | -------- | ---- | ------ |
| 1999 | Bacewicz, Bujarski, Górecki, Lasoń, Łukaszewski         | Muzyka Współczesna | Fryderyk | Laur | [ 3 ]  |
| 2002 | Baird, Knapik, Meyer, Penderecki, Zieliński             | Muzyka Współczesna | Fryderyk | Laur | [ 4 ]  |
| 2025 | Penderecki, Szymanowski, Bacewicz, Górecki, Łukaszewski | Muzyka Kameralna   | Fryderyk | Laur | [ 5 ]  |